# Lista de desenvolvedoras da Nintendo
A Nintendo é uma das maiores empresas de desenvolvimento de jogos eletrônicos do mundo, tendo criado diversas franquias de sucesso. A empresa emprega uma sistema metódico de desenvolvimento de software e hardware que é principalmente centralizado em seus escritórios em Quioto e Tóquio, no Japão, em cooperação com suas divisões Nintendo of America em Redmond, Washington, nos Estados Unidos e Nintendo of Europe em Frankfurt am Main, na Alemanha. A empresa também é proprietária de diversas subsidiárias ao redor do mundo, e financia parceiros afiliados que contribuem com tecnologias e software para a marca Nintendo.

## Escritórios principais

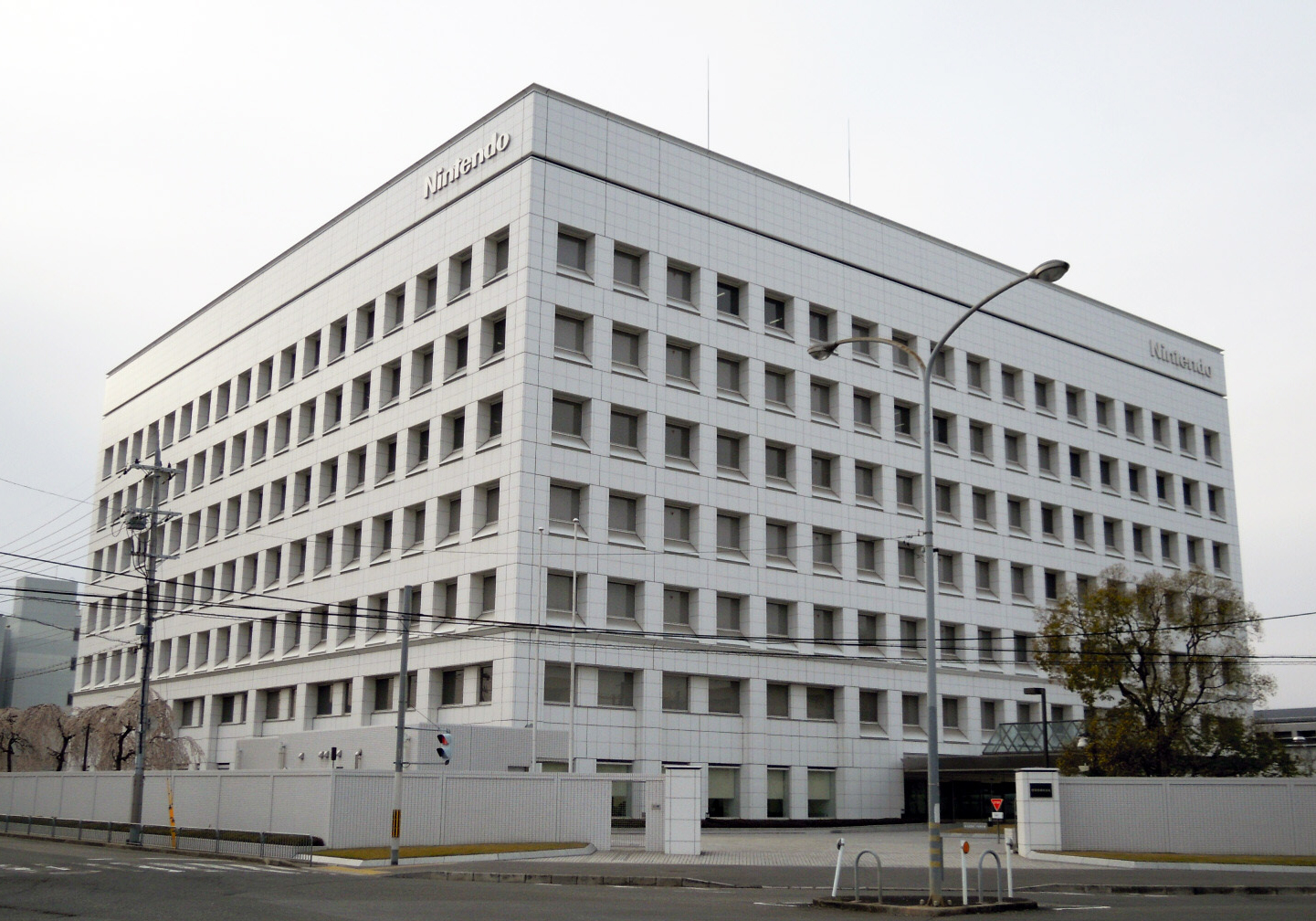
Nintendo Central Office, em Quioto.

A Nintendo possui um escritório central localizado em Minami-ku, Quioto, no Japão e um escritório próximo, sua sede antes de 2000, agora servindo como um prédio de pesquisa e desenvolvimento, localizado em Higashiyama-ku, Quioto. Além disso, a Nintendo tem uma terceira operação em Tóquio, Japão, onde são conduzidas pesquisa e desenvolvimento e manufatura.
Em 2009, foi revelado que a Nintendo expandiria seus escritórios em Redmond e Quioto. O novo complexo de escritórios da Nintendo of America em Redmond teria 25.572 m2 e expandiria suas equipes de localização, desenvolvimento, depuração e produção. A Nintendo anunciou a compra de um lote de 40.000 m2, onde seria criado um novo escritório de pesquisa e desenvolvimento (P&D) que tornaria mais fácil a colaboração dos outros dois escritórios de P&D em Quioto, bem como expandiria a força total de trabalho para desenvolvimento de consoles futuros e novos softwares para hardware atual ou futuro.
A Nintendo é proprietária de diversos prédios em Quioto e Tóquio, de empresas subsidiárias ou afiliadas. Um dos prédios mais famosos era o prédio de Nihonbashi, Tóquio – anteriormente conhecido como Nintendo Tokyo Prefecture Building – chamado informalmente de The Pokémon Building, acomodando as empresas The Pokémon Company, Creatures, Inc. e Genius Sonority. Em 2020, a Nintendo revelou que uniriam seus quatro prédios de Tóquio em apenas um. Com isso, várias divisões e empresas afiliadas se juntaram no mesmo prédio, incluindo a Game Freak, a subsidiária 1-UP Studio e a HAL Laboratory.

### Prédios

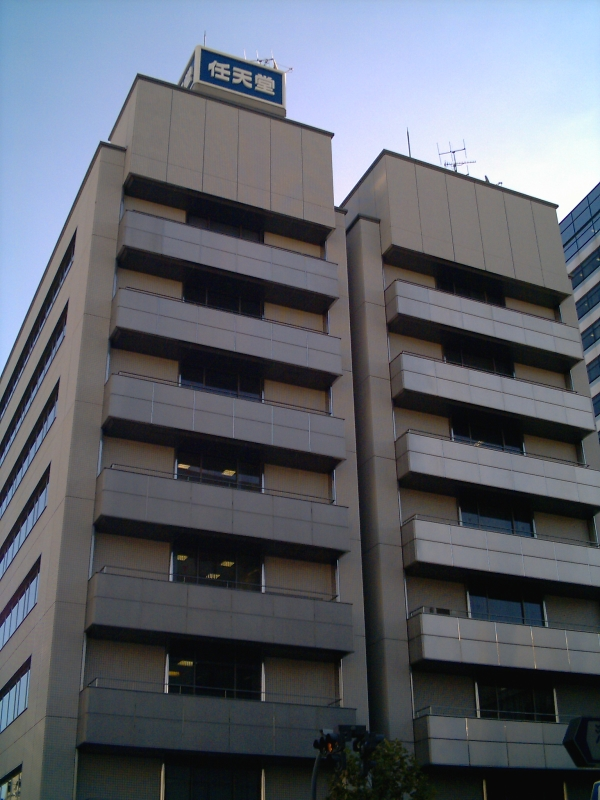
O antigo Nintendo Tokyo Office.

| Nome                                     | Localização             | Desenvolvedora(s) |
| Ásia                                     | Ásia                    | Ásia |
| ---------------------------------------- | ----------------------- | --- |
| Nintendo Central Office                  | Quioto, Japão           | anteriormente, Nintendo Entertainment Analysis & Development (EAD), System Research & Development (SRD) |
| Nintendo Kyoto Research Institute        | Quioto, Japão           | anteriormente Nintendo Software Planning & Development (SPD), Intelligent Systems (movida para um novo prédios próximo ao Nintendo Central Office em 2013), atualmente Mario Club                                  |
| Nintendo Kyoto Development Complex       | Quioto, Japão           | originalmente abriria em dezembro de 2013, mas não abriu até junho de 2014. Atualmente, Nintendo Entertainment Planning & Development (EPD), Nintendo Platform Technology Development (PTD) e Business Development |
| Nintendo Tokyo Office                    | Tóquio, Japão           | anteriormente, The Pokémon Company, Creatures, Inc., Genius Sonority, HAL Laboratory e Warpstar. Atualmente, Nintendo EPD Tóquio, Nintendo PTD Tóquio, HAL Laboratory Tóquio, 1-UP Studio e Game Freak.            |
| América                                  |                         | |
| Nintendo of America Headquarters         | Redmond, Estados Unidos | Nintendo Software Technology (NST) |
| Nintendo Technology Development          | Seattle, Estados Unidos | Nintendo Technology Development (NTD) |
| Europa                                   |                         | |
| Nintendo European Research & Development | Paris, França           | Nintendo European Research & Development (NERD) |

### Antigos escritórios
- Nintendo Sapporo Office – Sapporo, Japão
- Nintendo Fukuoka Office – Fukuoka, Japão
- Nintendo Tokyo Prefecture Building – Tóquio, Japão
- Nintendo Toyko Office (antigo) – Tóquio, Japão

## Divisões

### Entertainment Planning and Development (EPD)
A divisão Nintendo Entertainment Planning & Development foi criada em 16 de setembro de 2015, como parte de uma reestruturação generalizada na empresa que ocorreu sob a direção do presidente recém-nomeado da Nintendo, Tatsumi Kimishima. A divisão foi criada depois da fusão de duas de suas maiores divisões, Entertainment Analysis & Development (EAD) e Software Planning & Development (SPD).
A divisão assumiu os papéis de suas duas antecessoras, focando no desenvolvimento de jogos e software para plataformas da Nintendo e celulares; ela também administra e licencia as diversas propriedades intelectuais da empresa. Shinya Takahashi, antigo diretor geral da divisão SPD, serve como diretor geral da nova divisão, bem como supervisor das divisões Business Development e Development Administration & Support. Katsuya Eguchi e Yoshiaki Koizumi mantiveram suas posições como vice-gerentes gerais da EPD, anteriormente na mesma posição na EAD.

### Platform Technology Development (PTD)
A divisão Nintendo Platform Technology Development foi criada em 16 de setembro de 2015, como parte de uma reestruturação generalizada na empresa que ocorreu sob a direção do presidente recém-nomeado da Nintendo, Tatsumi Kimishima. A divisão foi criada depois da fusão de duas divisões da Nintendo, a Integrated Research & Development (IRD), que se especializava no desenvolvimento de hardware, e a System Development (SDD), que se especializava no desenvolvimento de sistemas operacionais e de serviços de ambiente e rede.
A nova divisão assumiu os papéis de suas duas antecessoras. Ko Shiota, antigo vice-gerente geral da divisão IRD, serve como gerente geral, enquanto Takeshi Shimada, antigo vice-gerente geral do Software Environment Development Department da divisão SDD, tem o mesmo papel.

### Business Development Division (BDD)
A Nintendo Business Development Division foi formada depois que a Nintendo começou a desenvolver software para dispositivos inteligentes, como smartphones e tablets. Ela é responsável por refinar o modelo de negócios da Nintendo quanto a sistemas dedicados a jogos eletrônicos e por promover os esforços da Nintendo quanto ao desenvolvimento para dispositivos inteligentes.

## Subsidiárias
Apesar de a maior parte da pesquisa e desenvolvimento ser realizada no Japão, também há instalações de P&D na América do Norte, Europa e China.
| Nome                                     | Localização             | Trabalhos |
| Ásia                                     | Ásia                    | Ásia |
| ---------------------------------------- | ----------------------- | --- |
| Nintendo Network Service Database        | Quioto, Japão           | programação e manutenção dos servidores do Nintendo Network. Coopera com a divisão Nintendo Network Business & Development (NBD). |
| 1-UP Studio                              | Tóquio, Japão           | série Magical Vacation, Mother 3 e A Kappa's Trail. Atualmente, trabalha apoiando desenvolvimentos da divisão Nintendo EPD. |
| iQue                                     | Sucheu, China           | anteriormente, fabricante de versões chinesas de consoles da Nintendo. Desde 2016, é encarregada de tradução/localização para chinês simplificado e – desde 2019 – é um estúdio de apoio para desenvolvimento, contratando programadores e testadores para jogos da divisão Nintendo EPD. |
| Monolith Soft                            | Tóquio, Japão           | série Xenoblade Chronicles, série Baten Kaitos e Disaster: Day of Crisis. |
| Monolith Soft                            | Quioto, Japão           | apoiou o desenvolvimento de Splatoon, Splatoon 2, The Legend of Zelda: Breath of the Wild, Pikmin 3 e outros jogos da Nintendo EPD, junto com o apoio de jogos da Monolith Soft Tóquio como a série Xenoblade Chronicles.                                                                 |
| NDcube                                   | Tóquio, Japão           | série Mario Party e Wii Party. |
| América                                  |                         | |
| Nintendo Software Technology             | Redmond, Estados Unidos | série Mario vs. Donkey Kong, Wii Street U e outros jogos e aplicações, ajudou com o JIT de JavaScript do WebKit. |
| Nintendo Technology Development          | Redmond, Estados Unidos | desenvolvimento de consoles e tecnologia de software. |
| Next Level Games                         | Vancouver, Canadá       | série Luigi's Mansion, série Super Mario Strikers e Punch-Out!! |
| Retro Studios                            | Austin, Estados Unidos  | série Metroid Prime e série Donkey Kong Country. |
| Europa                                   |                         | |
| Nintendo European Research & Development | Paris, França           | desenvolvimento de tecnologias de software como compressão de vídeo e middleware, incluindo o player de vídeo do navegador web do Wii U. |

## Empresas afiliadas
| Nome                      | Trabalhos |
| ------------------------- | --- |
| Camelot Software Planning | série Golden Sun, série Mario Tennis, série Mario Golf, Mario Sports Superstars |
| Creatures, Inc.           | série Mother, Pokémon Trading Card Game, série Pokémon Ranger, PokéPark Wii: Pikachu's Adventure, Detective Pikachu |
| Cygames                   | Dragalia Lost |
| DeNA                      | Pokémon Masters, infraestrutura de serviço, integração do My Nintendo, apoio no desenvolvimento de aplicações mobile da Nintendo como Miitomo, Super Mario Run, Fire Emblem Heroes, Animal Crossing Pocket Camp e Mario Kart Tour.                                     |
| Game Freak                | série principal Pokémon, HarmoKnight, Drill Dozer, Mario & Wario, Little Town Hero. |
| Genius Sonority           | Pokémon Colosseum, Pokémon XD: Gale of Darkness, Pokémon Trozei!, Pokémon Battle Trozei, Pokémon Battle Revolution, Pokémon Shuffle. |
| Good-Feel                 | Wario Land: Shake It!, Kirby's Epic Yarn (com a HAL Laboratory), Yoshi's Woolly World e Yoshi's Crafted World |
| Grezzo                    | The Legend of Zelda: Ocarina of Time 3D, The Legend of Zelda: Four Swords Anniversary Edition, The Legend of Zelda: Majora's Mask 3D, Ever Oasis, Luigi's Mansion (3DS), The Legend of Zelda: Link's Awakening                                                         |
| HAL Laboratory            | série Kirby, série BoxBoy!, Picross 3D, série Pokémon Stadium, série Super Smash Bros (até Super Smash Bros. Brawl), série Mother. |
| indieszero                | Sennen Kazoku, Electroplankton, Personal Trainer: Cooking e Sushi Striker: The Way of Sushido |
| Intelligent Systems       | série Fire Emblem, série Wars, série Paper Mario, série Pushmo, série WarioWare. |
| Sora Ltd.                 | Kid Icarus: Uprising (com a Project Sora), Meteos (com a Q Entertainment e a Bandai), Super Smash Bros. Brawl (com a HAL Laboratory e a Game Arts), Super Smash Bros. for Nintendo 3DS e Wii U (com a Bandai Namco) e Super Smash Bros. Ultimate (com a Bandai Namco). |
| Vanpool                   | série Dillon's Rolling Western, série Tingle, Paper Mario: Sticker Star (com a Intelligent Systems), Team Kirby Clash Deluxe (com a HAL Laboratory), Kirby Fighters 2 (com a HAL Laboratory).                                                                          |
| Vitei                     | série Steel Diver (com a Nintendo EAD), Tank Troopers (com a Nintendo EAD). |

## Antigas divisões e subsidiárias
| Nome                                                         | Ativa     | Detalhes | Destino                                |
| ------------------------------------------------------------ | --------- | --- | -------------------------------------- |
| Nintendo Research & Development 1 (Nintendo R&D1)            | 1970–2002 | A equipe de desenvolvimento original da Nintendo. Originalmente criada em 1970 por Hiroshi Imanishi como a divisão de jogos da empresa. Gunpei Yokoi era o engenheiro e inventor original encarregado de criar brinquedos eletrônicos e software operado por moedas para arcade. Com a criação do Famicom, do Virtual Boy e do Game Boy, o grupo foi transferido para se concentrar em desenvolver o software para os consoles e portáteis, se distanciando de suas origens de brinquedos, Game & Watch e arcade. | Nintendo EAD Nintendo SPD Nintendo RED |
| Nintendo Research & Development 2 (Nintendo R&D2)            | 1972–2002 | O grupo se concentrava principalmente em tecnologia de hardware e ferramentas de operação de sistema. Masayuki Uemura foi contratado da Sharp Corporation, onde se especializada em tecnologia de célula solar. A tecnologia solar deu origem a jogos com arma de raio, que foram lançados pela Nintendo e obtiveram muito sucesso. Eles depois desenvolveram diversos acessórios e até mesmo alguns jogos eletrônicos. O time geralmente assistia a Nintendo R&D1 e a Nintendo R&D3 com seus jogos de arcade, mas também se tornou o primeiro time a se especializar em portes de software na Nintendo, com a tarefa de portar todos os títulos originais de arcade como Donkey Kong, Mario Bros. e Popeye ao Famicom.                                                           | Nintendo EAD Nintendo SPD              |
| Nintendo Research & Development 3 (Nintendo R&D3)            | 1974–1996 | Originalmente criada como uma divisão de engenharia de hardware, Genyo Takeda conseguiu diversificar seu grupo e criar software nas mesmas placas de arcade sendo criadas pelo time R&D1 de Gunpei Yokoi. Depois de desenvolver os sucessos de arcade Sheriff, Punch-Out!! e Arm Wrestling, o time se envolveu no desenvolvimento de uma variedade de softwares únicos para o NES, especialmente focados no mercado ocidental, como Mike Tyson's Punch-Out e StarTropics. O time também ajudou a criar trocas de bancos de memória e chips MMC para os cartuchos de NES. | Nintendo IRD                           |
| Nintendo Research & Development 4 (Nintendo R&D4)            | 1983–1989 | Em 1984, Hiroshi Yamauchi, ex-presidente da Nintendo, recompensou Shigeru Miyamoto com seu próprio estúdio de desenvolvimento depois de provar que possui a habilidade de produzir, com consistência, jogos criticamente aclamados e de sucesso comercial com Donkey Kong e Mario Bros. Apesar de a equipe não ter tantos recursos quanto o Nintendo R&D 1, o R&D4 também desenvolvia jogos para NES. Ela acabou por criar duas das franquias mais duradouras da Nintendo: Mario e The Legend of Zelda. Durante o desenvolvimento do Super NES, a Nintendo R&D4 foi renomeada para Nintendo EAD e depois Nintendo EPD, hoje a maior divisão de desenvolvimento de jogos da empresa.                                                                                               | Nintendo EAD                           |
| Nintendo Tokyo R&D Products                                  | 1987–1989 | No início dos anos 80, a Nintendo planejava expandir a pesquisa e desenvolvimento de software para o braço de fabricação de Tóquio, para operar ao lado de sua lotada sede de Quioto. Os planos iniciais foram adiados e, pouco depois do desenvolvimento de Mother, o grupo foi dissolvido. | —                                      |
| Nintendo of America (NOA) Special-Projects                   | 1990–1997 | O primeiro braço de desenvolvimento na Nintendo of America. A Nintendo queria desenvolver mais jogos focados no mercado estadunidense, seguindo os passos do intensivo marketing do Sega Genesis. A Nintendo of America indicou os analistas de produto Jeff Hutt e Don James para encabeçar a divisão. O grupo inicialmente se concentrava em jogos de esporte, o que levou às franquias NES Play Action e Ken Griffey Jr. Presents Major League Baseball. | —                                      |
| Project Sora                                                 | 2009–2012 | A empresa foi criada somente para desenvolver Kid Icarus: Uprising para o Nintendo 3DS. O presidente e diretor da equipe, Masahiro Sakurai, mais tarde uniu forças à Bandai Namco Games para desenvolver jogos da franquia Super Smash Bros. com a Nintendo SPD. | —                                      |
| Nintendo Research & Engineering Department (Nintendo RED)    | 2003–2013 | A equipe de desenvolvimento de hardware original responsável por todos os sistemas portáteis da Nintendo. O gerente Satory Okada e a maior parte dos engenheiros-chefe vieram da antiga divisão de hardware da Nintendo R&D1 que criou todos os sistemas Game & Watch e de LCD. Em 16 de fevereiro de 2013, a Nintendo RED foi combinada com a divisão Nintendo Integrated Research & Development (IRD). | Nintendo IRD                           |
| Nintendo Entertainment Analysis & Development (Nintendo EAD) | 1989–2015 | A Nintendo Entertainment Analysis & Development era o principal braço de desenvolvimento na Nintendo. O grupo tinha a maior concentração de pesquisa e desenvolvimento, empregando mais de 800 engenheiros e designers. A divisão era dividida em sete diferentes subdivisões, cada uma liderada por um produtor e gerente de grupo. Os gerentes orientadores eram Shigeru Miyamoto e Takashi Tezuka. Cinco divisões estavam localizadas no prédio central de Quioto sob o Software Development Department, enquanto as outras duas divisões estavam nos escritórios de Tóquio sob o Tokyo Software Development Department. | Nintendo EPD                           |
| Nintendo Software Planning & Development (Nintendo SPD)      | 2003–2015 | A Nintendo Software Planning & Development era o grupo de desenvolvimento que incluía muitos dos funcionários desenvolvedores originais dos antigos setores de desenvolvimento de software e hardware. A divisão era dividida em dois departamentos; Software Planning & Development Department e Software Design & Development Department. | Nintendo EPD                           |
| Nintendo Integrated Research & Development (Nintendo IRD)    | 2003–2015 | A Nintendo Integrated Research & Development era o grupo de hardware da Nintendo que se especializava em todos os aspectos de engenharia e tecnologia do desenvolvimento de consoles e portáteis da empresa. A divisão também empregava designers industriais que criaram acessórios como o WaveBird, o Wii Zapper e o volante do Wii. O grupo era originalmente conhecido como Research & Development Department 3 (R&D3), com as mesmas funções primárias. Em 16 de fevereiro de 2013, a Nintendo IRD foi fundida com a Nintendo Research & Engineering Department (RED), o antigo grupo de desenvolvimento de hardware que se especializava em consoles portáteis. | Nintendo PTD                           |
| Nintendo Network Business & Development (Nintendo NBD)       | 2003–2015 | A divisão Nintendo Network Business & Development, que antigamente era centrada no desenvolvimento de software e acessórios, era um grupo de desenvolvimento híbrido com diversos papéis. O time de desenvolvimento se originou a partir do Nintendo Research & Development 2 e era primariamente responsável por portes e desenvolvimento interno para hardwares mais obscuros como Pokémon Mini e o serviço Satellaview do Super Famicom. O departamento lidava com a maior parte da programação da Nintendo Network e da manutenção dos servidores dentro dos projetos internos da Nintendo e através de diversos outros softwares externos da Nintendo, em cooperação com a Nintendo Network Service Database. O departamento também assistia no desenvolvimento de software. | Nintendo PTD                           |